# Пярнуский район
Пярнуский район — административно-территориальная единица в составе Эстонской ССР, существовавшая в 1950—1957 и 1962—1991 годах. Центр — Пярну. Площадь района в 1955 году составляла 1483,5 км².

## История
Пярнуский район был образован в 1950 году, когда уездное деление в Эстонской ССР было заменено районным. В 1952 году район был включён в состав Пярнуской области, но уже в апреле 1953 года в результате упразднения областей в Эстонской ССР район был возвращён в республиканское подчинение.
12 октября 1957 года Пярнуский район был упразднён (его территория при этом отошла в административное подчинение городу Пярну), но уже в 1962 восстановлен. В 1991 году Пярнуский район был преобразован в уезд Пярнумаа.

## Административное деление
В 1955 году район включал 1 город (Синди), 1 посёлок городского типа (Лавассааре) и 9 сельсоветов: Аудруский, Кихнуский, Рухнуский, Саугаский, Селистеский, Сурьюский, Таалиский, Тыстамаский, Уулуский.